# Pasquino

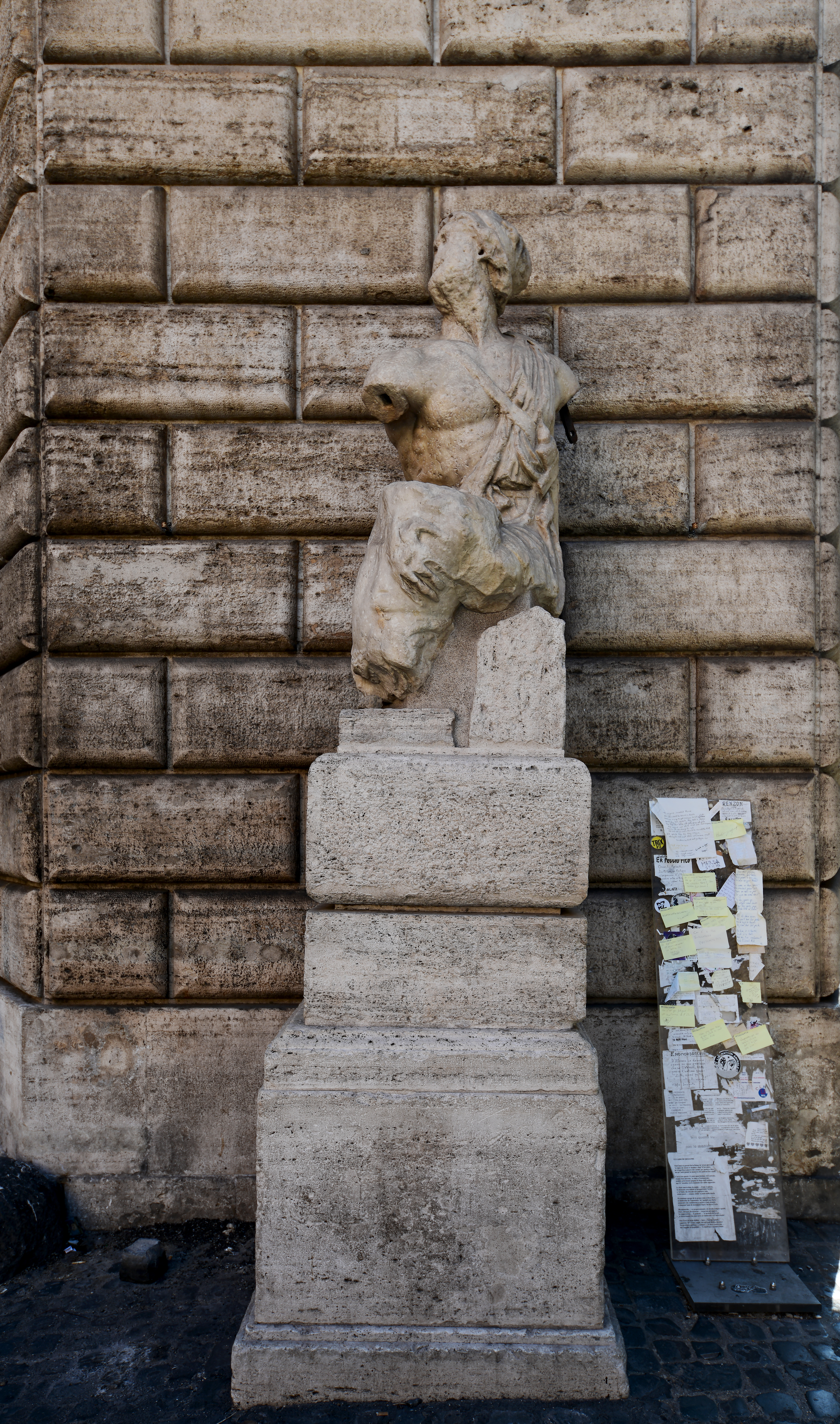
Pasquino på Piazza di Pasquino i Rom.

Pasquino (från latinets pasquillus) är en skulpturgrupp som sedan 1501 är uppställd vid Palazzo Braschi på Piazza di Pasquino i Rom. Skulpturen, som är ett fragment av en kopia av ett grekiskt original från cirka 230 f.Kr., föreställer den spartanske kungen Menelaos med den döde krigaren Patroklos som stupat i trojanska kriget.
Skulpturen hade tidigare använts som fyllning i gatan och är mycket illa medfaren. På grund av sin strategiska placering nära Piazza Navona började statyn att användas som en typ av anslagstavla för satiriska och smädande texter. Kvarteren kring Piazza di Pasquino var ett centrum för tryckerier och bokhandlare. Benämningen "pasquino" har givit det svenska ordet paskill, anonym smädeskrift.
En av Pasquinos mest berömda sentenser är Quod non fecerunt barbari, fecerunt Barberini, vilket på svenska betyder ”Vad barbarerna inte gjorde, gjorde Barberini”. En anonym skribent kritiserade påven Urban VIII Barberini, som plundrade Pantheons portiktak på brons för att förse skulptören Bernini med material till baldakinen över Peterskyrkans högaltare.
Pasquino är en av Roms sex så kallade talande statyer. De övriga är Marforio, Madama Lucrezia, Abate Luigi, Il Babuino och Il Facchino.